# Peliosanthes macrophylla
Peliosanthes macrophylla är en sparrisväxtart som beskrevs av Nathaniel Wallich och John Gilbert Baker. Peliosanthes macrophylla ingår i släktet Peliosanthes och familjen sparrisväxter. Inga underarter finns listade i Catalogue of Life.